# Tiroteo de la Universidad de Heidelberg
El tiroteo en la Universidad de Heidelberg de 2022 ocurrió el 24 de enero de 2022, cuando un estudiante de 18 años, Nikolai G., abrió fuego contra una multitud durante una clase magistral en curso en la Universidad de Heidelberg en Baden-Württemberg, Alemania, matando a una estudiante e hiriendo a otros tres. El tirador luego huyó de la escena y luego se suicidó disparándose.
La policía llegó al lugar poco después del ataque y abrió una investigación. Al 30 de enero de 2022, se informa que los motivos del atacante no están claros. Varias figuras públicas y organizaciones expresaron sus condolencias y ofrecieron apoyo a los estudiantes afectados y sus familias. Fue el primer tiroteo escolar en Alemania con resultado mortal desde el tiroteo en la escuela de Winnenden en marzo de 2009.

## Antecedentes
Alemania tiene algunas de las leyes de armas más estrictas de Europa, y los tiroteos en las escuelas son raros. Cualquier persona menor de 25 años debe pasar una evaluación psicológica antes de obtener una licencia de armas. El último tiroteo en una escuela en Alemania que resultó en muertes antes del ataque fue el tiroteo en la escuela de Winnenden en marzo de 2009.
La Universidad de Heidelberg había optado inicialmente por educar a los estudiantes virtualmente, debido a la pandemia de COVID-19 en Alemania, pero reanudó el aprendizaje presencial en octubre de 2021.

## Tiroteo

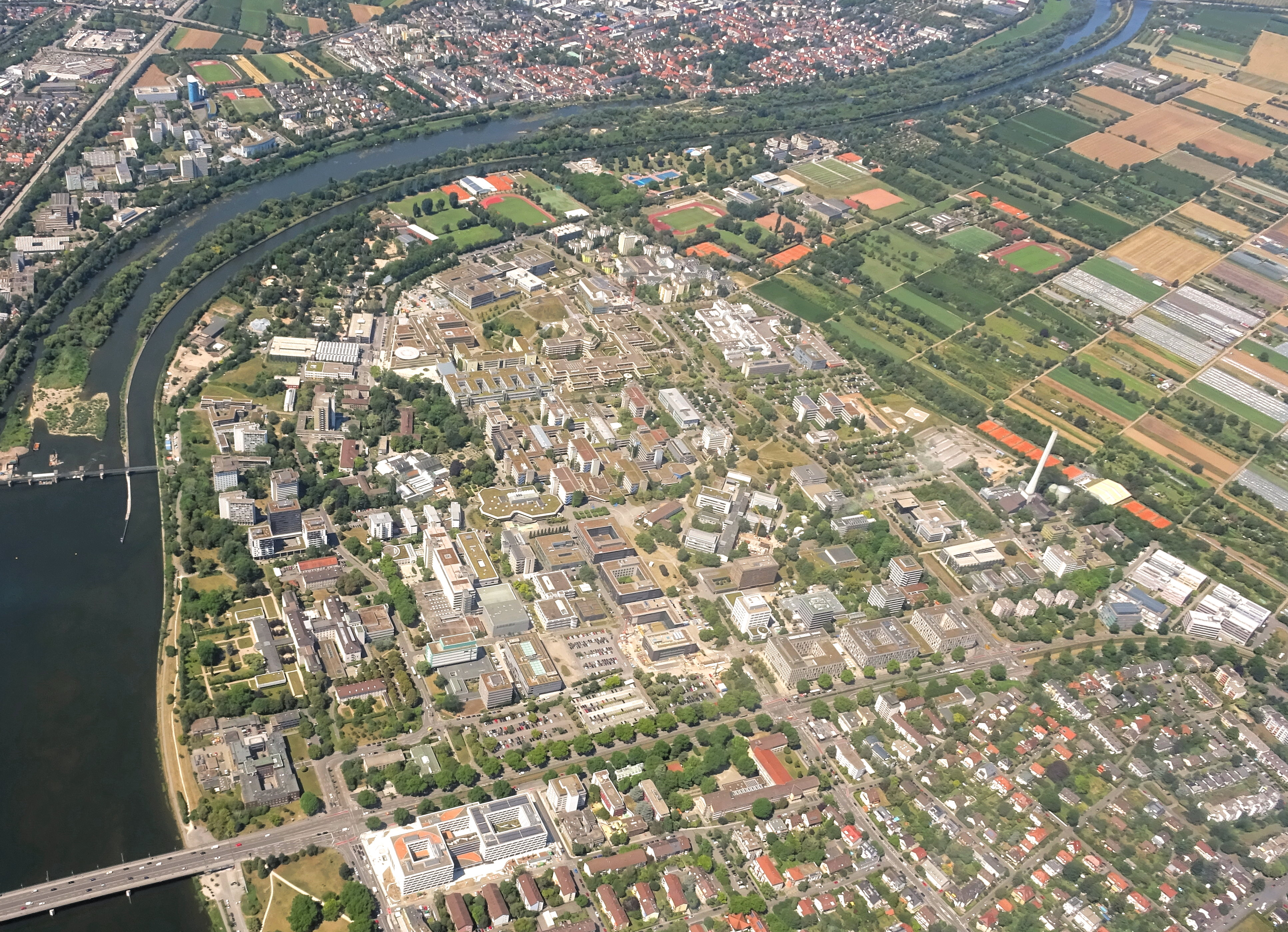
Vista aérea del campus "Neuenheimer Feld"

El incidente ocurrió en el Neuenheimer Feld, el campus de la facultad de medicina de la Universidad de Heidelberg. El campus de Neuenheimer Feld, al norte del Neckar, alberga principalmente las facultades de ciencias naturales y las propiedades del Hospital Universitario de Heidelberg.
Según los informes, el pistolero de 18 años envió un mensaje de texto por WhatsApp a su padre justo antes del tiroteo, afirmando que "la gente tiene que ser castigada ahora" y exigiendo un entierro en el mar. Entró en una sala de conferencias ubicada en el edificio INF 360 del campus, portando una escopeta de dos cañones (Akkar Churchill 512, calibre 12) y un rifle de palanca (Chiappa Firearms Model 1892), y abrió fuego con la escopeta sobre la multitud de 30 estudiantes de primer año, que participaban en una clase de química orgánica en curso. Las autoridades informaron que el tirador disparó "salvamente" a través del auditorio.
Llevaba una mochila que contenía 150 rondas de municiones. El tirador huyó de la escena y luego fue encontrado muerto en el área cercana del Jardín botánico de Heidelberg; los investigadores dictaminaron que su muerte fue un suicidio.
La policía de Heidelberg dijo que había recibido siete llamadas en 43 segundos a las 12:24 p. m., informando del incidente. A las 12:30 horas, tres patrullas se encontraban en la universidad. La policía descartó rápidamente a otros perpetradores.

## Víctimas
El tirador hirió a cuatro personas, incluida una mujer de 23 años que recibió un disparo en la cabeza y murió poco después en el hospital. Las otras víctimas sufrieron heridas leves en la cara, la espalda y las piernas. Dos de los supervivientes eran mujeres alemanas (la mayor tenía 21 años y la otra 19 años) mientras que el tercero era un hombre alemán con ciudadanía italiana.
El 25 de enero se anunció que tres heridos estaban sanos y dados de alta del hospital. El funeral de la mujer asesinada se celebró el 31 de enero en la Iglesia de San Pedro de Heidelberg.

## Investigación
La policía inició una operación para investigar el tiroteo, advirtiendo a los estudiantes que no se acercasen al área donde ocurrió el tiroteo. Perros rastreadores patrullaban los terrenos de la universidad mientras los policías realizaban la operación. Más de 400 policías participaron en la investigación. Los oficiales examinaron dos armas de fuego y una bolsa beige que se encontraron en el cercano Jardín Botánico de la Universidad de Heidelberg, cerca de la escena. Esto fue confirmado más tarde por las autoridades locales. El 25 de enero se anunció que un equipo compuesto por 32 investigadores llamado "Botanik" estaba investigando el origen de las armas y el motivo del sospechoso bajo las indicaciones de la fiscalía de Heidelberg.
Se dijo que las armas de fuego utilizadas en el tiroteo se obtuvieron ilegalmente en Viena, Austria. La policía encontró un recibo de la adquisición y está investigando qué individuo vendió las armas al tirador. El perpetrador no tenía permiso de posesión de armas bajo la ley alemana.
Según los informes, los investigadores estaban buscando pruebas en los dispositivos electrónicos del pistolero para evaluar los posibles motivos del atacante. Poco después del ataque, el jefe de la fiscalía de Heidelberg dijo que era demasiado pronto para especular sobre un posible motivo de las acciones del pistolero.

## Autor
Según el presidente del Departamento de Policía de Mannheim, Siegfried Kollmar, el pistolero, Nikolai G., era un estudiante de 18 años (nacido en 2003) originario del distrito de Wilmersdorf en Berlín. Residía en un pequeño apartamento en Mannheim, una ciudad a 19 kilómetros de Heidelberg. Según los informes policiales, el pistolero era un ciudadano alemán sin antecedentes penales, pero estuvo involucrado en una pelea en 2017. Tagesspiegel informó que Nikolai G. y un amigo golpearon a un niño cuando tenía 14 años. La madre de la víctima se puso en contacto con la policía, pero más tarde se abandonaron los procedimientos judiciales. Estaba matriculado como estudiante de biología y se consideraba saludable, pero según el Süddeutsche Zeitung, hay indicios de una enfermedad mental pasada. La clase atacada era parte de su plan de estudios universitario, pero él era parte de un grupo diferente (la clase se encontraba dividida en grupos de 30 personas debido a las medidas sanitarias).
Según los investigadore,s su nombre figuraba en un antiguo documento interno del partido de extrema derecha El III camino. El 26 de enero, un portavoz de la fiscalía de Heidelberg declaró que aunque hay "pistas" sobre la participación de Nikolai G. en dicho partido, aún no había evidencia de que el ataque pudiera haber tenido motivaciones políticas.

## Reacciones
El tiroteo fue condenado por el canciller alemán Olaf Scholz, quien describió la noticia como "desgarrando [su] corazón". El ministro-presidente de Baden-Württemberg Winfried Kretschmann y Thomas Strobl, el ministro del Interior de Baden-Württemberg, compartieron sus condolencias con las víctimas y sus familias y agradecieron a la policía por su trabajo. La Ministra de Ciencia de Baden-Württemberg, Theresia Bauer, visitó el lugar del tiroteo y se reunió con el rector de la universidad, Bernhard Eitel. La Ministra de Estado de Educación, Ciencia y Cultura de Schleswig-Holstein, Karin Prien, describió el incidente como "demoledor".
El presidente del sindicato de estudiantes de Heidelberg, Peter Abelmann, dijo que los estudiantes están "infinitamente conmocionados. Este es un desastre más allá de cualquier cosa que puedas imaginar entre conferencias, exámenes y la vida en el campus". La escuela ofreció servicios de apoyo psicológico para los estudiantes.

## Desinformación
El incidente fue utilizado por personas de manera específica para explotar el crimen para sus propios fines. Usuarios anónimos han calumniado a un Youtuber como el presunto autor del tiroteo, quien supuestamente quería vengar el sufrimiento de los animales. Esto fue catalogado por el Tagesschau como un ejemplo de fake news después del tiroteo.